# 28551 Paulomi
28551 Paulomi è un asteroide della fascia principale. Scoperto nel 2000, presenta un'orbita caratterizzata da un semiasse maggiore pari a 2,3815151 UA e da un'eccentricità di 0,1706445, inclinata di 2,70766° rispetto all'eclittica.